# Lida-Maria Manthopoulou
Lida-Maria Manthopoulou (en griego: Λήδα Μαρία Μανθοπούλου; Atenas, 14 de junio de 2005) es una deportista griega que compite en atletismo adaptado. Ganó una medalla de plata en los Juegos Paralímpicos de París 2024, en la prueba de 100 m (clase T38).

## Palmarés internacional
| Juegos Paralímpicos | Juegos Paralímpicos | Juegos Paralímpicos | Juegos Paralímpicos |
| Año                 | Lugar               | Medalla             | Prueba              |
| ------------------- | ------------------- | ------------------- | ------------------- |
| 2024                | París (Francia)     | Medalla de plata    | 100 m T38           |